# Lithi perchlorat
Lithi perchlorat là một hợp chất vô cơ với công thức hóa học LiClO4. Muối này có dạng tinh thể không màu, được chú ý do khả năng hòa tan cao của nó trong nhiều dung môi. Nó tồn tại cả trong dạng muối khan và dạng ngậm 3 phân tử nước.

## Ứng dụng

### Hóa học vô cơ
Lithi perchlorat được dùng như một nguồn oxy trong một số máy phát điện hóa chất oxy. Nó phân hủy ở nhiệt độ khoảng 400 ℃ thành lithi chloride và oxy, với oxy chiếm hơn 60% trọng lượng của nó. Nó có tỷ lệ cao nhất của oxy trên khối lượng và có nhiều oxy nhất khi so với tất cả các muối perchlorat, ngoại trừ beryli perchlorat, một hợp chất đắt tiền và rất độc.

### Hóa học hữu cơ
LiClO4 hòa tan mạnh trong dung môi hữu cơ, thậm chí diethyl ete. Các dung dịch trên đều được sử dụng trong phản ứng Diels-Alder, với giả thuyết rằng acid Lewis Li+ liên kết với base Lewis trên dienophile, do đó thúc đẩy phản ứng.
Lithi perchlorat cũng được dùng như một chất đồng xúc tác trong việc kết hợp của carbonyl không no alpha,beta-không no với các aldehyde, còn được gọi là phản ứng Baylis-Hillman.

### Pin
Lithi perchlorat cũng được dùng như một chất điện li trong các pin ion Lithi. Lithi perchlorat được chọn nhiều hơn các chất điện ly khác như lithi hexafluorophosphat hoặc lithi tetrafluoroborat vì trở kháng, tính dẫn điện, tính hút ẩm, và đặc tính ổn định làm anốt có tầm quan trọng đối với ứng dụng pin. Tuy nhiên, những tính chất có lợi này thường bị lu mờ bởi tính chất oxy hóa mạnh của chất điện ly này, làm cho điện phân phản ứng lại với dung môi của nó khi nhiệt độ đủ cao hoặc khi cường độ dòng điện đủ lớn. Do những mối nguy hiểm này pin trên thường được coi là không phù hợp với các ứng dụng công nghiệp.

### Hóa sinh
Các dung dịch đậm đặc của lithi perchlorat (4,5 mol/L) được sử dụng như là một tác nhân hỗn độn để làm biến dạng protein.

## Sản xuất
Lithi perchlorat có thể được sản xuất bằng phản ứng giữa natri perchlorat với lithi chloride. Nó cũng có thể được điều chế bằng cách điện phân lithi chlorrat ở 200 mA/cm² với nhiệt độ trên 20 ℃.

## An toàn
Các muối perchlorat thường tạo thành hỗn hợp thuốc nổ khi kết hợp với các hợp chất hữu cơ.